# Leo M. Treuinfels
Leo Maria Treuinfels (Trieste, 4 de junio de 1848 - 16 de enero de 1928) fue un abad, y botánico austríaco.

## Algunas publicaciones
- 2010. Die Cirsien Tirols (1875). Reeimpreso por Kessinger Publ. 2010, 120 pp. ISBN 1168506220, ISBN 9781168506221